# 左右田禎子
左右田 禎子（そうた さちこ、1997年2月5日 - ）は、福島放送（KFB）のアナウンサー。

## 来歴・人物
長崎県対馬市生まれ、島根県邑智郡邑南町出身。
三姉妹の次女である。
2011年に姉の高校進学を機に、家族とともに浜田市へ移住した（邑南町は豪雪地帯で、通学の利便性を考慮したため。その後、妹の高校卒業を機に両親は邑南町へUターンしている。）。
島根県立浜田高等学校、神戸女子大学文学部教育学科卒業。
2017年にキャンパスコレクションでモデルとして活躍していた。
2019年 - 2020年に『あっぷる』（NBC長崎放送テレビ）でリポーターを担当。
2020年に日本海テレビジョン放送に入社。
2024年3月23日に「スパイス!!」を卒業。
同年4月1日から日本海テレビジョン放送編成局コンテンツ戦略部に異動、同年5月をもって退社し、福島放送（KFB）に移籍。
私服を約800着持っている。

## 現在の担当番組
- なし

## 過去の担当番組
日本海テレビアナウンサー時代
- ZIP! - 「NOW!ニッポン」 （2020年8月20日、2022年6月22日）[4][5][6]
- 海と日本プロジェクト SEA TOTTORI - 推進リーダー（2021年5月1日 - 2022年2月26日）
- スパイス!!（2021年4月10日 - 2024年3月23日）[7]
- しまね家の回覧板（2021年4月 - 2024年3月）
- ニュースevery日本海 - 小林沙貴の代理（2022年3月15日 - 3月17日）[8][9]
- おびわんっ!（2023年4月 - 2024年3月） - 水曜 - 金曜アシスタント→木曜アシスタント
- 定時ニュース（下記番組のローカル枠。）
  - NNNストレイトニュース（ローカルニュース。土曜のみ直後の天気予報を兼務）[注 1]
  - おびわんっ!（ローカルニュース）
  - news every.サタデー（ローカルニュース・天気予報）[注 2]
  - 真相報道 バンキシャ!（ローカルニュース）[注 3]

## 過去の出演番組
日本海テレビアナウンサー時代
- ヒルナンデス! （2022年6月2日） - 日テレ系女性アナおしゃれ日本一決定戦[10][11][12][13][14]

リポーター時代
- あっぷる（2019年4月1日 - 2020年3月20日、NBC長崎放送テレビ） - リポーター[3]